# Ängskärsfjärden
Ängskärsfjärden är en fjärd i Skärgårdshavet i Brändö på Åland. Fjärden har en runt utseende, vilket skapats som en följd av en diapir (intrusion av magma i jordskorpan). En liknande bildning är Mossalafjärden längre åt sydöst.